# 馮顒
馮顒（1460年—1510年），字有孚，廣東瓊州府瓊山縣人，民籍，明朝政治人物。

## 生平
弘治二年（1489年）己酉科廣東鄉試第三十八名。弘治九年（1496年）丙辰科三甲第一百四十九名進士。初任主事，當初与明朝官军平定符南蛇，獲得尚書劉大夏的讚賞。選授監察御史。
正德初年，馮顒與宦官高金勘察涇王侵佔的莊園。因事得罪劉瑾，被誣陷，自經而死。嘉靖元年（1522年），朝廷下詔優恤。

## 家族
曾祖馮恭讓；祖父馮敏忠，監生；父馮濂，母許氏。具庆下。